# بخش عکا
بخش عکا (به عبری: נפת עכו)(به عربی: قضاء عکا) یکی از بخش‌های اسرائیل است که در ناحیه شمالی این کشور و استان شمال واقع است. مرکز این بخش، شهر تاریخی عکا است.